# Palazzo Malatesta
Der Palazzo Malatesta ist ein Palast aus dem 17. Jahrhundert im Viertel Porto in Neapel in der italienischen Region Kampanien. Er liegt am Largo Ecce Homo, 30.
Der Palast wurde im 17. Jahrhundert als Wohnhaus der Familie Malatesta errichtet. Seinen Ruhm verdankt er weniger seiner architektonischen Bedeutung, sondern eher der Tatsache, dass dort der Anarchist Errico Malatesta während seines Medizinstudiums in Neapel lebte.